# Jean Baylet
Ne doit pas être confondu avec Jean Baylot.
Pour les articles homonymes, voir Baylet.
Jean Baylet, né le 6 avril 1904 à Valence-d'Agen (Tarn-et-Garonne) et mort le 29 mai 1959 à Montgaillard-Lauragais (Haute-Garonne), est un homme politique et journaliste français.

## Biographie
Jean Baylet naît dans une famille d'origine bourgeoise du Sud-Ouest de la France. Il est le neveu du député-maire Jean-Baptiste Chaumeil. Il effectue ses études à l'école publique de Valence-d'Agen, fait son entrée au lycée de Toulouse et est diplômé d'une licence en droit.

### Entrée àLa Dépêche(1925) et carrière politique
Il entre en 1925 à La Dépêche de Toulouse où son oncle venait d'acquérir des actions de La Dépêche et du journal Le Petit Toulousain. C’est ainsi qu'il fait la connaissance de Maurice Sarraut et de son frère Albert, avec qui il noue une grande amitié et qui l'intéressent à la vie politique. Entretemps, il gravit les échelons en devenant en 1927 directeur administratif, puis rédacteur en chef du journal. Il consacre une bonne partie de sa vie à son journal, jusqu'à sa mort ; c'est ainsi qu'il a pu jouer un rôle important à l'intérieur du parti radical-socialiste, mais aussi au niveau local dans le Tarn-et-Garonne. 
En 1930, un an après avoir été élu conseiller municipal de Valence-d'Agen, il devient le plus jeune maire de France à la suite du décès de Jean-Baptiste Chaumeil.

### Seconde guerre mondiale et arrestation
Jean Baylet participe à la Seconde Guerre mondiale comme lieutenant durant la campagne de France (1939-1940). La Dépêche se tourne favorablement vers le gouvernement Pétain en 1940. Ami de René Bousquet, Jean Baylet est arrêté en 1942, avec Maurice Sarraut, par les Allemands, puis relâché. Il devient directeur en chef du journal après l'assassinat de ce dernier le 2 décembre 1943. Il est arrêté une seconde fois en juin 1944 en même temps qu'Albert Sarraut ; il est emprisonné à Saint-Michel de Toulouse, puis transporté au camp de Compiègne avant de partir le 15 juillet 1944 pour Neuengamme, en qualité de « personnalité-otage ».
À la Libération, il siège notamment à la Haute Cour de Justice, en tant que juré parlementaire. En juin 1949, il fait ainsi partie du jury chargé de juger René Bousquet et ses activités au cours de l'Occupation, notamment en tant que secrétaire général de la police. René Bousquet est acquitté par la Haute Cour. Cette décision donnera par la suite lieu à de nombreuses critiques, du fait notamment des relations amicales et professionnelles unissant Jean Baylet et René Bousquet.

### Décès
Député sans discontinuer sous la IVe République, Jean Baylet décède dans un accident de la route le 29 mai 1959 alors qu'il revenait d'une visite à Albert Sarraut.
Son épouse Évelyne lui succède à la tête de La Dépêche du Midi. Ils sont les parents de Jean-Michel Baylet, qui a été ministre.

## Détail des fonctions et des mandats
Mandats locaux
- 1929 - 1930 : Conseiller municipal de Valence-d'Agen
- 1930 - 1940 : Maire de Valence-d'Agen
- 1945 - 29 septembre 1958 : Maire de Valence-d'Agen
- 14 décembre 1958 - 29 mai 1959 : Maire de Valence-d'Agen
- 23 septembre 1945 - 29 mai 1959 : Conseiller général du canton de Valence-d'Agen

Mandats parlementaires
- 21 octobre 1945 - 10 juin 1946 : Député de Tarn-et-Garonne
- 2 juin 1946 - 27 novembre 1946 : Député de Tarn-et-Garonne
- 10 novembre 1946 - 4 juillet 1951 : Député de Tarn-et-Garonne
- 17 juin 1951 - 1er décembre 1955 : Député de Tarn-et-Garonne
- 2 janvier 1956 - 8 décembre 1958 : Député de Tarn-et-Garonne